# 巴列拉多
巴列拉多，是西班牙卡斯蒂利亚-莱昂塞戈维亚省的一个市镇。 总面积37平方公里，总人口844人（2001年），人口密度23人/平方公里。